# 1996 AL2
1996 AL2 är en asteroid i huvudbältet som upptäcktes den 13 januari 1996 av den japanska astronomen Takeshi Urata vid Nihondaira-observatoriet.
Asteroiden har en diameter på ungefär 6 kilometer och den tillhör asteroidgruppen Eunomia.